# William Stryker
Pour les articles homonymes, voir Stryker (homonymie).
William Stryker est un personnage de fiction appartenant à l'univers de Marvel Comics. Il a été créé par Chris Claremont et Brent Anderson. Il est apparu pour la première fois dans le comics X-Men: God Loves, Man Kills (en). William Stryker est un télévangéliste et un extrémiste religieux.

## Biographie fictive
William Stryker est rempli de haine à l'encontre des mutants. Cette haine est si viscérale qu'il a tué sa femme et son fils, lors de la naissance de ce dernier, car il était né avec les caractéristiques d'un mutant. Avec le temps, il a réussi à se convaincre lui-même que les mutants étaient des âmes corrompues par Satan et qu'il fallait les exterminer.
À cause de ces convictions, il est devenu un télévangéliste populaire. Il crée les Purifiers (en), un groupe paramilitaire qui commettent des crimes racistes contre les mutants. Après un certain temps, Stryker réussit à enlever le Professeur Xavier pour lui laver le cerveau. Le plan de Stryker est de combiner le pouvoir de Xavier avec une machine qui permettrait de tuer tous les mutants. Les X-Men sont forcés de s'allier avec Magnéto pour déjouer ce plan. Après son échec, il tente de tuer Kitty Pryde au cours d'un prêche télévisé, devant le public. Un garde l'en empêche en lui tirant dans le dos. Stryker est arrêté et mis en prison.
Quelques années plus tard, dans X-Treme X-Men, William Stryker fait son retour en s'échappant de prison, avec l'aide de Lady Deathstrike. Aidé de plusieurs fidèles, il commence une campagne contre les X-Men. À la fin, Kitty Pryde réussit à le convaincre que les mutants ne sont pas une abomination.
Après les événements de House of M, la perte de leur pouvoir par un grand nombre de mutants est vue comme un signe de Dieu par Stryker. À la télévision, il appelle au génocide des mutants. Il devient ensuite un ennemi régulier des Nouveaux Mutants. Il est responsable de l'explosion d'un autobus rempli de mutants ayant perdu leurs pouvoirs. Il a aussi assassiné plusieurs mutants avant d'être à son tour tué par Elixir.
En 2010, Bastion ressuscite Stryker pour qu'il fasse partie de sa nouvelle armée de Purifiers. Il sera assassiné en étant coupé en deux par Archangel malgré la désapprobation de Diablo.

## Versions alternatives

### Ultimate X-Men
Dans l'univers Ultimate, Stryker est un amiral et le chef d'une conspiration anti-mutant.

## Apparition dans d'autres médias

### X-Men 2
Dans le film X-Men 2 (2003), se passant un mois après les événements du premier film, le colonel William Stryker est joué par Brian Cox. Après être sorti de prison et avoir doté Lady Deathstrike de griffes en adamantium, il s'arrange pour que Diablo (qu'il a Manipulé via une potion) attaque la Maison-Blanche, et pousse ensuite le président des États-Unis à attaquer l'Institut Xavier. Mais quelques mutants s'échappent et le traquent jusqu'à sa nouvelle base (le barrage d'Alkali Lake) et l'empêchent de justesse de détruire tous les mutants, qu'il détestait. Ayant appris que Stryker lui avait détruit la seule vie qu'il avait, Wolverine le rattrape et l'enchaîne à un hélicoptère, après lui avoir infligé quelques coups de griffes. Magnéto arrive ensuite, l'enchaîne à son tour mais sur un rocher puis part avec l'hélicoptère. Il meurt ensuite noyé quand le barrage cède.
William Stryker a pour fils Jason Stryker (en) alias le Mutan 143, un ancien élève de l'Institut Xavier. Jason peut insérer des images dans l'esprit des gens et créer des hallucinations. Stryker s'est ainsi servi de son fils pour pousser Diablo à attaquer la Maison-Blanche et ensuite convaincre le Président d'éliminer les mutants une fois pour toutes.

### X-Men Origins: Wolverine
Dans X-Men Origins: Wolverine (2009), William Stryker est un colonel de l'armée américaine, joué par Danny Huston. Ce rôle est la plus grande apparition de William Stryker au cinéma.  Il fonde peu après la guerre du Viêt Nam un commando mutant constitué de :
- James « Logan » Howlett / Wolverine
- Victor Creed / Dents-de-sabre
- Chris Bradley / Bolt
- David North / Agent Zéro
- Wade Wilson / Deadpool
- Fred Dukes / le Colosse
- John « Johnny » Wraith / Kestrel

Lors d'une mission en Afrique, Wolverine, écœuré par les méthodes de Stryker, quitte l'équipe. Quelques années après, Stryker place une de ses agente, Kayla Fox, auprès de Logan, avant de faire croire qu'elle a été tuée par Dents-de-sabre. Faisant appel à l'esprit de vengeance de Wolverine, le colonel Stryker recouvre son squelette d'adamantium. Malheureusement pour lui, Logan échappe à son contrôle. Cette fois, Stryker envoie Dents-de-sabre capturer d'autres mutants et leur prélever des morceaux d'ADN, pour les intégrer au génome de Deadpool. Il se retrouve ainsi avec les pouvoirs de Cyclope, de Wraith ainsi que d'un pouvoir de régénération, qui permet une greffe de sabres rétractiles à la manière des griffes de Wolverine. Cependant, Wolverine, qui traque toujours Dents-de-sabre, s'introduit dans la centrale nucléaire de Three Mile Island, la base secrète de Stryker, avec la complicité de Gambit. Là, il apprend que Kayla est toujours en vie. Il s'allie avec elle et Dents-de-sabre pour vaincre Deadpool et libérer les mutants détenus sur l'île. Mais alors qu'il s'apprête à partir, Stryker tire une balle d'adamantium dans la tête de Wolverine, le rendant ainsi amnésique, incapable de se souvenir de son nom ou de Kayla. Elle est blessée lors de la fuite et réussit, avant de mourir, par ses pouvoirs à persuader Stryker ne pas l'achever et quitter les lieux en marchant pendant un très long temps. Il sera rattrapé par un véhicule militaire et informé d'une future audition au sujet du meurtre d'un général qui s'était opposé à lui.

### X-Men: Le Commencement
Dans X-Men : Le Commencement (2011), qui se déroule en 1962, on peut voir son père, William Stryker Senior, qui travaille pour la CIA.

### Days of Future PastetApocalypse
Un William Stryker beaucoup plus jeune apparaît dans X-Men: Days of Future Past (2014), interprété par Josh Helman. Il officie dans l'armée américaine au Viêt Nam. Il est ensuite garde du corps de Bolivar Trask. Lorsque Wolverine le croise, il revoit des images du William Stryker âgé, qui lui a fait subir l'opération qui lui a donné ses griffes d'adamantium.
Durant l'attaque de Magnéto contre la Maison-Blanche, William Stryker, le président Richard Nixon et son état-major se réfugient sous la Maison-Blanche où le président est sauvé par Mystique. Lorsque Stryker sauve Wolverine d'une noyade, ses yeux deviennent jaunes montrant qu'il s’agit de Mystique. On ignore ce qui est arrivé au vrai Stryker mais en raison du changement de l'histoire où certains événements ont été effacés, on peut penser qu'il est toujours en vie.
Il revient dans le film suivant, X-Men: Apocalypse (2016) dans lequel il se rend de nouveau au manoir pour capturer tous les mutants présents sur place. En effet, Apocalypse s'est servi de la connexion du professeur Xavier à Cerebro pour faire en sorte que tous les humains du monde neutralisent l'ensemble des missiles nucléaires de la planète. Stryker, ayant compris que seul Xavier était capable d'une telle prouesse (mais ne soupçonnant pas l'existence d'Apocalypse) est venu au manoir en représailles et capture Mystique, Vif-Argent, Moira et le Fauve.
Il les amène tous dans sa base secrète à Alcali Lake, mais Jean, Scott et Kurt, qui se sont cachés dans son hélicoptère et libèrent ses prisonniers, y compris Logan, à qui Stryker venait de greffer l'adamantium. Ce dernier leur offre une diversion en massacrant les hommes de Stryker, ce qui permet aux mutants de quitter la base.

### Jeux vidéo
Il est présent dans X-Men Origins: Wolverine (2009) et Marvel Heroes (2013).